# Santa Maria de Jesús (Figueres)
Santa Maria de Jesús fou un convent franciscà instituït durant la segona meitat del segle xvi. Un primer edifici conventual fou construït a un kilòmetre del nucli de Figueres que fou traslladat per l'obertura de la nova carretera reial. Molt malmès durant la Guerra del Francès fou derruït i construït un nou cenobi prop del que avui és el Carrer Nou de Figueres. Desamortitzat al segle xix, la comunitat fou dissolta i l'església derruïda i el claustre aprofitat parcialment en la construcció de l'Institut de Figueres. L'actual església de la Immaculada ocupa el lloc de l'antiga església conventual.
Nicolau Ponç Guillem, seglar de Figueres, en el seu testament instituí com a hereu a Déu nostre Senyor, disposant que dels seus béns es fundés un convent de franciscans, sota l'advocació de Santa Maria de Jesús, i que l'edifici s'aixequés a la font de Gozgello, o al lloc ben semblant als cònsols de la llavors vila. L'església fou consagrada l'any 1556; i tota o part de l'obra de la casa s'acabaria el 1561, ja que tal data expressen els números esculpits en una llinda antic encastat en l'actual convent sobre l'entrada de la porteria al claustre. Barraquer i Roviralta ignora on era el lloc anomenat Gozgello, però la notícia, transmesa per la tradició, que el convent fins a Carles III d'Espanya es va trobar a un quilòmetre de Figueres, al costat dels abeuradors, clarament indica que aquests dos noms corresponen a un mateix lloc. Sembla que aquest monarca, o potser el seu successor, per a l'obertura de la carretera reial de França va expropiar el convent, i llavors la comunitat va comprar, i des de llavors va habitar, una molt gran casa al Carrer Nou de Figueres que queia de l'altre costat del terreny que després va horta del darrer convent.
En els preludis de la Guerra del Francès, l'enemic es va apoderar amb del cèlebre Castell de Figueres. Permanentment exposat a les necessitats de l'Exèrcit Francès, el destinaren a funcions d'hospital, de magatzem i com a blanc de les seves fúries. Finalment, va quedar tan mal parat, tan desfet i en tan mal estat, que s'ha de comptar en el nombre dels enterament arruïnats. No es va jutjar per convenient que es restaurés de les seves ruïnes, sinó que es va edificar en un altre lloc de nou, aixecant-se l'actual, a la llinda de la porta es veu esculpit l'any 1819.
Mostrava el temple i la casa inusitada grandiositat, comparable només i en més d'un punt amb la del cenobi de Reus. Queia al sud de la ciutat a la gran plaça moderna que s'obria a l'extrem del Carrer de Sant Pau. El costat nord del gran quadrilàter descrit per l'edifici, constitueix el temple d'acord en tot al pla general dels més d'aquest orde. La longitud total d'aquesta església s'estén a 47,80 metres, l'amplada de la seva nau d'onze la profunditat de les capelles de cada costat a 4,45. Tenia grandiós creuer, i tres àmplies capelles per costat, unides per esplaiat pas, i sota del cor lloc com per a altres capelles. No té trifori o tribunes. A la nau, adherides als pilars, pujaven antes que sostenien la doble cornisa que recorria tot el temple. La volta de la nau, segons la pauta de l'ordre arquitectònic del temple, era semicilíndrica, dividida per arcs transversals en compartiments adornats d'una lluneta a cada terme. A la cruïlla de la nau amb el creuer s'aixecava gran cúpula o mitja taronja, avui caiguda. Al peu de la cúpula, en cadascuna de les quatre petxines es veu pintat al fresc un evangelista de cos sencer. La sostrada del presbiteri forma una petxina de base semi-poligonal, en la qual sostrada hi havia mal pintat el Pare Etern, envoltat d'àngels i núvols, creant el món. Les voltes de les capelles són semicilíndriques. De totes maneres aquesta església resultava d'elevat sostre, esvelta i bella, per més que només estava emblanquinada. Pobre, desproporcionadament petit, format de senzilles cornises i columnes, i col·locat al centre del presbiteri, hi havia un retaule major de caràcter provisional; en el nínxol es venerava una imatge de la Mare de Déu de fusta, ben pintada i daurada. Als peus del temple es veia en alt l'espaiós cor, i després de l'absis la no menor sagristia també voltada.
L'immens claustre mesura de costat total d'aquest a l'oest, 50,30 metres, i de nord a sud en la seva part mitjana, 43, incloses les ben voltades galeries, les quals tenien 3,53 d'amplada. Els seus senzills pilars són de secció rectangular, i els seus arcs de mig punt; uns i altres estan formats de rajoleria revocada, i no tenen tota gràcia, brillant el claustre només per la seva grandiositat extraordinària. El seu pati, encara que dotat del pou central, no va tenir temps per rebre abans de 1835 el corresponent enrajolat, i tampoc els seus pilars i arcs la galeria sud i la meitat de les d'est i oest. En aquell nefast any es trobaven concloses les quatre ales de l'edifici, incloses les voltes dels seus alts corredors; però no el claustre. La casa compta amb un sol pis alt. En l'ala meridional del sota el gran i voltat refectori mesurava 25 metres. A l'Orient l'edifici s'estenia la immensa horta de tres vessanes de cabuda.
La comunitat que habitava aquest claustre comptava 37 religiosos; dels quals 27 eren sacerdots, 3 coristes, 5 llecs i 2 donats, dedicats els primers als sants ministeris i al recolliment, doncs aquest convent pertanyia als recol·lectes, o Santa Recol·lecció. A principi del segle XX el convent ja era institut provincial de segona ensenyança, i el temple mancat de culte patia l'enfonsament de la seva cúpula. El claustre tenia acabades les seves quatre galeries baixes, que mai les va tenir altes.